# B8 Bergkristall
B8 Bergkristall war die Tarnbezeichnung für ein ab Jahresbeginn 1944 in St. Georgen an der Gusen, östlich von Linz, in Österreich unter strengster Geheimhaltung durch den SS-Führungsstab B8 eingerichtetes unterirdisches Flugzeugwerk für die Großserienproduktion von Düsenjagdflugzeugen des Typs Messerschmitt Me 262. Aufgrund einer vertraglichen Übereinkunft zwischen Reichsluftfahrtministerium, Jägerstab, Messerschmitt GmbH Regensburg und dem SS-Wirtschaftsbetrieb Deutsche Erd- und Steinwerke GmbH (DEST) schufen Häftlinge des Konzentrationslagers Gusen II in nur 13 Monaten Bauzeit einen der größten und modernsten unterirdischen Produktionskomplexe des Großdeutschen Reiches.

## Entstehung

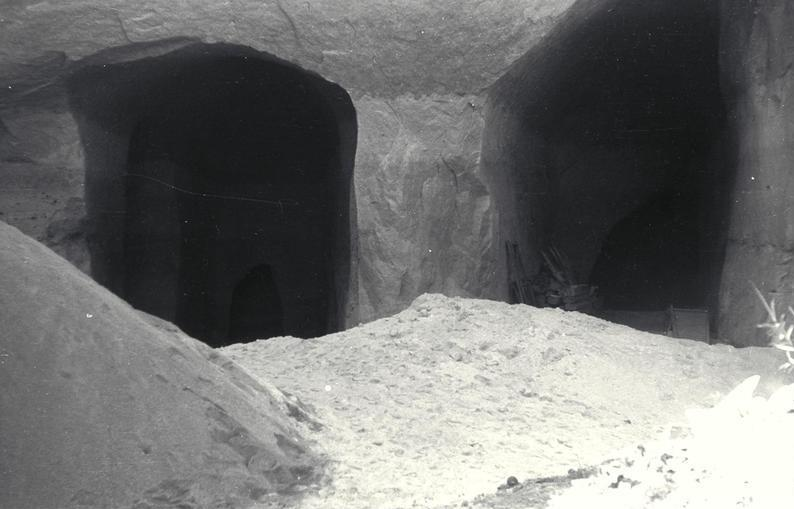
Die Zugänge für die Häftlinge zu B8 Bergkristall

Ab Frühsommer 1943 legten die Alliierten im Luftkrieg ihr Hauptaugenmerk auf die Flugzeugindustrie (→ Combined Bomber Offensive). Im Zuge dessen wurde auch einer der Hauptproduzenten der deutschen Jagdflugzeuge, die Messerschmitt GmbH in Regensburg, am 17. August angegriffen, sodass es dort zu einem kompletten Produktionsstopp kam. Im Zuge dieser Luftangriffe auf deutsche Flugzeugfabriken wurden diese dezentralisiert, d. h. in kleine verteilte Fertigungsstandorte aufgeteilt. Ein Teil der Jagdflugzeugproduktion wurde dabei auch in das KZ Gusen verlagert. Als weitere Gegenmaßnahme wurden Teile der Flugzeugproduktion unterirdisch verlagert. Dabei wurden einerseits schon vorhandene unterirdische Anlagen (Tunnel, Bergwerke) verwendet und andererseits neue Stollen errichtet. Maßgeblich beteiligten sich daran das Reichsluftfahrtministerium, das Reichsministerium für Rüstung und Kriegsproduktion, das Reichswirtschaftsministerium sowie die SS.
In St. Georgen an der Gusen wurde die Stollenanlage Esche II bzw. Bergkristall für das neue düsengetriebene Jagdflugzeug Me 262 der Messerschmitt AG geplant. Als Tarnname wurde schließlich B8 Bergkristall gewählt. Der Standort St. Georgen brachte dabei einige Vorteile: die geologischen Bedingungen für einen raschen Stollenbau waren gut, Messerschmitt kannte die Gegend schon durch die Verlagerung von Teilen ihrer Produktion in das Konzentrationslager Gusen, der Standort war verkehrstechnisch durch die anschließende Eisenbahnlinie Linz–Budweis gut angebunden und durch das naheliegende KZ Gusen gab es eine große Anzahl Arbeitskräfte, die für den Bau und den Betrieb rücksichtslos ausgebeutet werden konnten. Bauarbeiten für die Stollenanlage begannen Anfang 1944. Die Überstellung von ca. 250 Häftlingen aus dem Stammlager Mauthausen nach „Gusen-Bergkristall-Bau“ markiert diesen Beginn. Der Stollen befand sich in unmittelbarer Nähe zum Ortszentrum St. Georgen. Karl Fiebinger übernahm mit seinem Büro, wie bereits zuvor in Ebensee und Redl-Zipf, die Planung des Stollens. Für Bergkristall übernahm sein Büro auch die Bauleitung selbst.
Um für den Stollenbau genug Häftlinge zur Verfügung zu haben, errichtete die SS den Lagerbereich Gusen II neben dem ursprünglichen Lager Gusen I. Alleine beim Bau des Stollens Bergkristall waren zeitweise über 6.000 Häftlinge eingesetzt. Zusammen mit den Häftlingen anderer großer Bauvorhaben in den Außenlagern des KZ Mauthausen, wie z. B. die Anlagen „Quarz“ im KZ Melk, „Zement“ im KZ Ebensee und „Kellerbau“, das auch in der Nähe des KZ Gusen errichtet wurde, mussten im Herbst 1944 fast die Hälfte aller Häftlinge im Lagersystem Mauthausen in der unterirdischen Verlagerung Zwangsarbeit leisten. Über 8.600 Häftlinge starben beim Bau der Stollen bzw. bei der Rüstungsproduktion. In nur wenigen Monaten wurde bis Ende November 1944 über 21.000 m2 Fertigungsfläche fertiggestellt, auf der parallel zum weiteren Ausbau des Stollens bereits mit der Produktion von Flugzeugteilen begonnen wurde. Bis zur Befreiung wurde die Anlage beinahe vollständig ausgebaut und erreichte knapp 49.300 m2 bzw. 8,15 Kilometer Stollenlänge.

## Betrieb

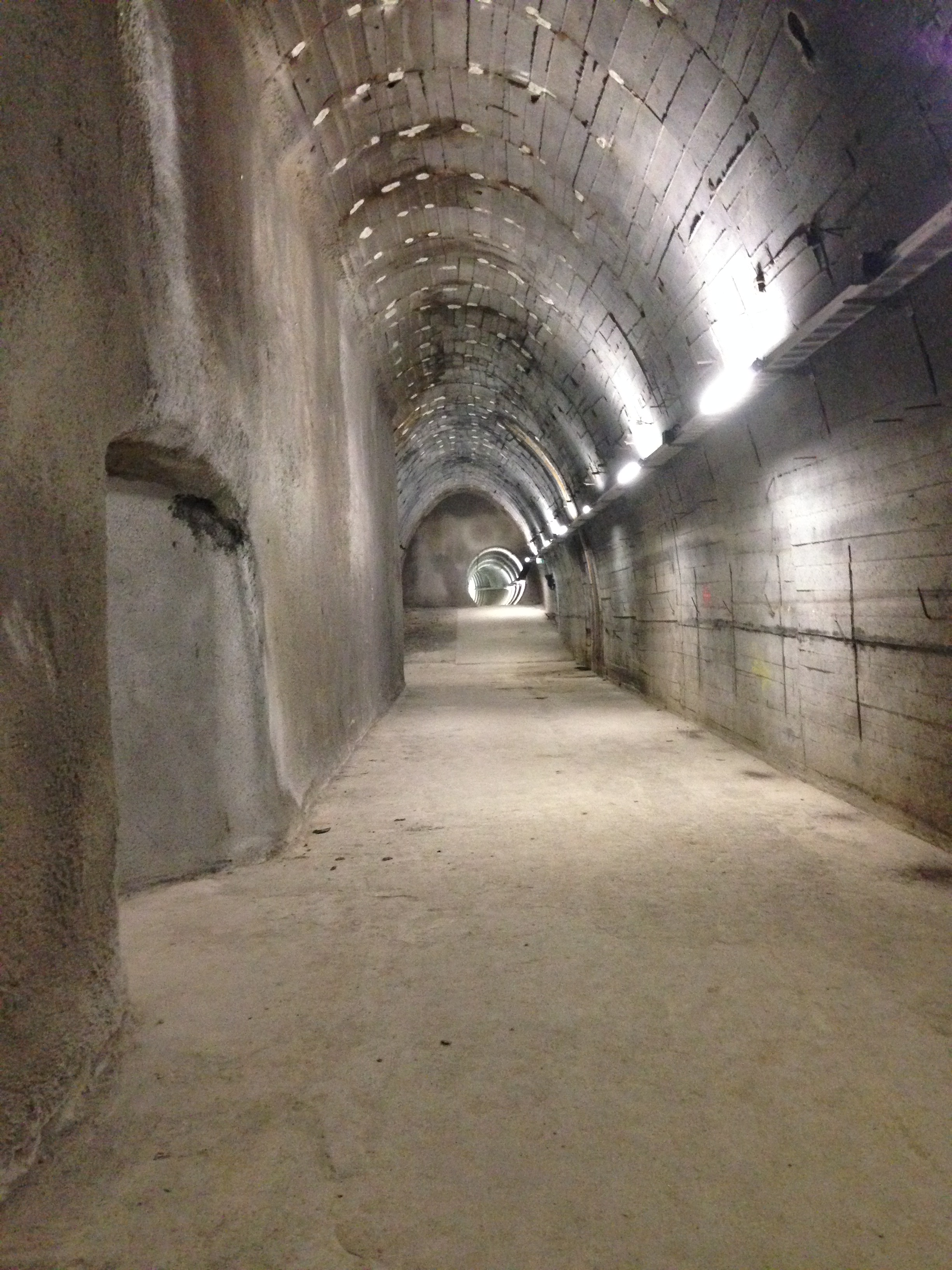
In der Stollenanlage B8 Bergkristall (Dezember 2014)

Noch während des Baus begann im Herbst 1944 die Produktion des als „Wunderwaffe“ propagierten Düsenjägers Me 262 der Messerschmitt GmbH. In den bereits fertiggestellten Stollenteilen mussten tausende Häftlinge auf kilometerlangen Fertigungsstrecken Teile der Flügel sowie den Rumpf der Me 262 produzieren. Die fertiggestellten Teile konnten unterirdisch bombensicher auf Züge verladen werden. Dazu wurde ein Anschlussgleis in den Eingangsbereich der Anlage gebaut. Die Flugzeugteile wurden dann mit dem Zug weiter zur Endmontage und zum Einfliegen transportiert. Die Häftlinge mussten vom Konzentrationslager Gusen II entweder zu Fuß unter Misshandlungen mehrere Kilometer marschieren, oder wurden in offenen Waggons mit dem Zug zu ihrem Arbeitsort in der Anlage Bergkristall gebracht. Dort mussten die Häftlinge in Zwölf- respektive Acht-Stunden-Schichten ohne ausreichende Nahrung schwere Arbeit beim Bau der Anlage bzw. in der Produktion der Flugzeugteile verrichten. Ein großer Teil der eingesetzten Häftlinge starb an den Folgen der schweren Arbeit und der Unterernährung nach wenigen Wochen. Bei Endausbau sollten wahrscheinlich monatlich 1.250 einsatzfähige Flugzeuge in dem ca. 50.000 m² umfassenden Stollen produziert werden. Tatsächlich wurden vermutlich jedoch nur Teile für insgesamt knapp 1.000 Jagdflugzeuge hergestellt.

## Kriegsende
Es gibt Berichte, dass alle Häftlinge der Konzentrationslager Gusen I und Gusen II vor der Befreiung in den Stollen Bergkristall und Kellerbau, in dem u. a. die Steyr-Daimler-Puch AG sowie die Technische Hochschule Graz Häftlinge ausbeutete, zu Tode gesprengt werden sollten. Der IKRK-Delegierte Louis Häfliger soll dies verhindert haben und damit tausende Menschen gerettet haben. Dies ist jedoch aus heutiger wissenschaftlicher Sicht nicht nachweisbar. Alle diesbezüglichen Quellen beziehen sich auf die Aussagen von Louis Häfliger selbst, eine zweifelsfreie Darstellung der Ereignisse in den letzten Tagen vor der Befreiung ist damit derzeit nicht möglich.
Am 3. Mai 1945 wurden die Arbeiten im Stollen Bergkristall  eingestellt und wichtige Dokumente in den Öfen des Stollens vernichtet. US-Truppen erreichten am 7. Mai 1945 St. Georgen. Die Konzentrationslager Gusen I und Gusen II sowie das Konzentrationslager Mauthausen wurden schon zwei Tage zuvor von einem kleinen amerikanischen Panzerspähtrupp befreit. Wichtige in den Stollen noch vorhandene Bauteile und Geräte wurden von US-Soldaten abtransportiert, die übrigen Geräte von sowjetischen Soldaten, nachdem das Gebiet im Sommer 1945 unter die sowjetische Besatzungszone gefallen war.

## Nachkriegszeit
Im November 1947 versuchte ein Strafkommando unter dem Kommando der Roten Armee die Anlage mit Fliegerbomben zu sprengen, um diese für eine weitere Nutzung unbrauchbar zu machen. Die Stollenanlage wurde dabei jedoch nicht vollständig zerstört und es kam in den Jahren danach zu Geländeeinbrüchen, die ein Resultat der schlecht ausgeführten Sprengungen und damit einhergehenden Instabilität der Anlage darstellten.  In den Jahrzehnten nach der Befreiung wurden von einer lokalen Firma Champignons in der Stollenanlage gezüchtet und Sand abgebaut.

### Heutige Nutzung

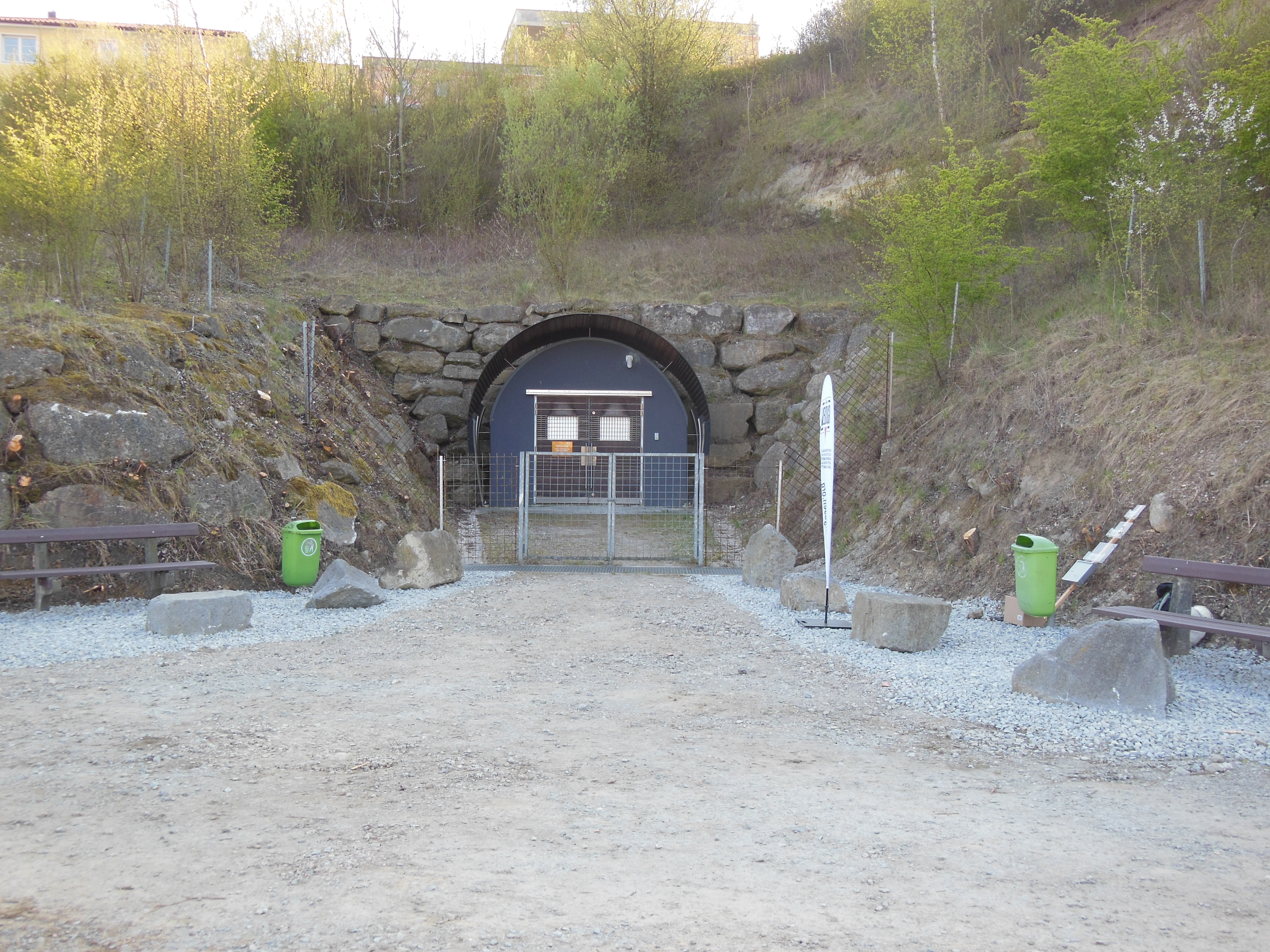
Eingang Stollenanlage B8-Bergkristall (2015)

Anfang der 2000er-Jahre kam es zu Auseinandersetzungen, wer der Eigentümer des Stollens sei. Die Bundesimmobiliengesellschaft (BIG) wurde schließlich 2001 Eigentümerin der Anlage. Da Gutachten akute Einsturzgefahren sahen, wurden ab 2002 Sicherungsmaßnahmen getroffen. In einem mehrjährigen Prozess wurden Teile der Anlage erhalten und gesichert sowie große Teile mit Beton verfüllt, um eine Sicherung der über dem Stollen errichteten Gebäude zu gewährleisten. Diese Gebäude wurden in den Jahrzehnten nach der Befreiung auf dem Gebiet über der Stollenanlage errichtet. Heute sind noch ca. 1.900 Laufmeter Stollen erhalten. Im Mai 2010 wurde der Stollen Bergkristall zum ersten Mal für ehemalige Häftlinge des Konzentrationslagers Gusen geöffnet. Seit diesem Zeitpunkt ist der Stollen jedes Jahr einige Tage geöffnet, an denen Rundgänge durch die Anlage angeboten werden. Diese Rundgänge finden jeweils in den Tagen vor der Befreiungsfeier in der Gedenkstätte Mauthausen und im Herbst um den Nationalfeiertag statt.
An der linken Seite des Einganges wurde im Mai 2015 ein Gedenkstein von der polnischen Regierung in einer Gedenkzeremonie angebracht. Im Dezember 2015 wurden an der rechten Seite des neuen Einganges schwarze Gedenktafeln installiert, die einen kurzen Abriss der Geschichte des Konzentrationslagers Gusen, des Stollens sowie des Stammlagers Mauthausen in deutscher, polnischer, englischer und italienischer Sprache zeigen. Diese Informationstafeln wurden von der Republik Polen finanziert.
Im Jahre 2020 wurde im Bereich vor dem Eingang durch die Bewusstseinsregion Mauthausen-Gusen-St. Georgen auf einem "Park der Stille" genannten Areal ein "Haus der Erinnerung" eingerichtet, um Besuchern dieses Gedenkortes zusätzliche Informationen, entsprechende Infrastruktur und ergänzende Veranstaltungen anbieten zu können.

### Spekulationen
Ende 2013 gab die BIG eine Probebohrung in Auftrag, die Aufschluss über geheime unterirdische Atomversuche während der NS-Zeit geben sollte. Erste Untersuchungen bestätigten die Annahme nicht. Anfang 2014 wurden die Bohrungen eingestellt. Die Existenz einer zweiten, tieferliegenden Etage, auf die es nach einer geoelektrischen Untersuchung und Akten aus dem Jahr 1968 Hinweise gab, wurde überprüft und widerlegt. Im Dezember 2014 wurde ein vermeintlich bislang unbekannter Teil der Anlage entdeckt, weitere Grabungen wurden behördlich gestoppt. Das Bundesdenkmalamt kündigte weitere wissenschaftliche Untersuchungen an. Im Mai 2015 wurde vom Historiker Stefan Karner nach Durchsicht vorgelegter Dokumente angeraten, die Stollenanlage wissenschaftlich aufzuarbeiten. Die ORF-Reportage „Am Schauplatz“ widmete 45 Minuten Sendezeit rund um die neuerlichen Ereignisse.
Eine Expertenkommission bestehend aus Historikern, Archäologen und anderen Experten unter dem Vorsitz der Bezirkshauptmannschaft Perg kam schließlich in einem Expertenbericht zu dem Ergebnis, dass der Stollen Bergkristall nicht größer ist als bisher angenommen. Außerdem gäbe es keine Beweise für andere bisher unbekannte Aktivitäten wie ein Atom- oder Raketenforschungszentrum.
Laut im ZDF gesendeten Dokumentationen "Die Suche nach Hitlers Atombombe" (2015) und "Die geheimste Unterwelt der SS" (2019) sollen neu zugängliche Dokumente vermuten lassen, dass das KZ Gusen wesentlich größer war als bisher angenommen. Demnach soll die Länge des unterirdischen Stollensystems bis 26 km betragen haben. Weiters soll ein unterirdisches KZ bestanden haben, in dem zu Kriegsende möglicherweise sämtliche Gefangenen durch gezielte Sprengung der Tunneleingänge getötet wurden. Diese Darstellungen wird von anderen Experten bezweifelt. So sind etwa in den Tagesberichten vor und nach dem Zeitpunkt der angeblichen Tötung von 18.500 Gefangenen unverändert je rund 23.000 Gefangene im gesamten KZ-System Gusen verzeichnet. Auch wird kritisiert, dass die angeblich neuen Quellen nicht auch anderen Experten zugänglich gemacht wurden.
Auch beim 12. Dialogforum der KZ-Gedenkstätte mit dem Titel „Gusen als europäischer Erinnerungsort – Fakten und Fiktionen“ wurden die Verschwörungstheorien und Spekulationen diskutiert.